# Ulrike Koch
Pour les articles homonymes, voir Koch.
Ulrike Koch, née à Birkenfeld en 1950 et morte le 30 mars 2024, est une sinologue, tibétologue, écrivain et réalisatrice suisse.

## Biographie
Elle a étudié la sinologie, les études japonaises, et l’ethnologie à l'Université de Zurich. Elle a étudié le chinois moderne, la littérature et la philosophie à l'Université de Pékin.
Depuis 1984, elle a travaillé sur des projets internationaux de film, comme interprète, directeur de casting, et assistant-réalisateur. Elle est réalisatrice indépendante depuis 1995.
Elle a été assistant-réalisateur de Nikita Mikhalkov pour son film Urga en 1991, et ainsi pour deux films de Bernardo Bertolucci : Le Dernier Empereur en 1987, et Little Buddha en 1993.

## Filmographie
En 1995 elle a  réalisé son premier film, le documentaire Qidong: Die Kunst der Stille als Lebenselixier, un film sur la médecine alternative en Chine.
En 1997 elle a  réalisé son deuxième film, La route du sel. Ulrike Koch a mis plus de deux ans à réaliser ce film. Elle a longuement travaillé sur la traduction des dialogues. Deux ans après le tournage du film, Ulrike Koch est retournée au Tibet voir les nomades du sel qu'elle avait filmés. Ils ne sont pas retournés au lac depuis. Ulrike Koch a recherché des financements pour les aider à poursuivre leurs voyages. Elle évoque des difficultés lors du tournage en Chine communiste. Les autorités chinoises auraient saisi certains éléments du film tourné en 16 mm. Le film a reçu trois récompenses lors de festivals internationaux de cinéma.
En 2004, elle réalise son troisième film, Ässhäk - Geschichten aus der Sahara. Le film a remporté le prix du meilleur réalisateur au Festival International du Film de Philadelphie et est nommé pour le Tiger Award au Festival international du film de Rotterdam.
En 2011, elle a éalisé le film « Regilaul - Le Chant de la mer ancienne » (Regilaul - Lieder aus der Luft / Regilaul - Songs of the Ancient Sea) qui parle de la tradition de chants en Estonie.

## CD
- 1999 : 12 Treasures (gter-ma beu-gnyis) : Gesar Songs and Prayers from The Saltmen of Tibet, Texte en anglais et allemand par Ulrike Koch, chants par Yumen.